# Camilla Belle
Camilla Belle Routh (Los Angeles, 2 de outubro de 1986), mais conhecida como Camilla Belle, é uma atriz brasilo-estadunidense.

## Biografia
Camilla é filha de Jack Routh (um empresário dos Estados Unidos), e de Cristina Gould, uma empresária e estilista brasileira de Santos. Belle foi criada em uma família católica. Ela participou da Católica Elementary School de São Paulo e, em seguida, a famosa Marlborough School, uma escola particular na cidade de Los Angeles. Ela cresceu falando português fluentemente.

## Carreira
Belle começou sua carreira com um pequeno papel em A Princesinha. Após isso, ela atuou em vários filmes com pequenos papeis, como O Mundo Perdido: Jurassic Park, Guerra Biológica, Uma História a Três e De Volta ao Jardim Secreto. Seu primeiro papel grande foi como a protagonista Sydney em Raízes do Surf, filme original do Disney Channel. Ela tirou um tempo sem atuar para terminar os estudos e voltou com o suspense Quando Um Estranho Chama. Após isso, ela atuou em 10.000 a.C., dirigido por Roland Emmerich. Recentemente ela participou do clipe Lovebug, da banda americana Jonas Brothers.
No ano de 2008, Camilla filmou À Deriva (seu primeiro filme brasileiro) que é dirigido por Heitor Dhalia e tem no elenco Vincent Cassel, Cauã Reymond, Débora Bloch e Laura Neiva.

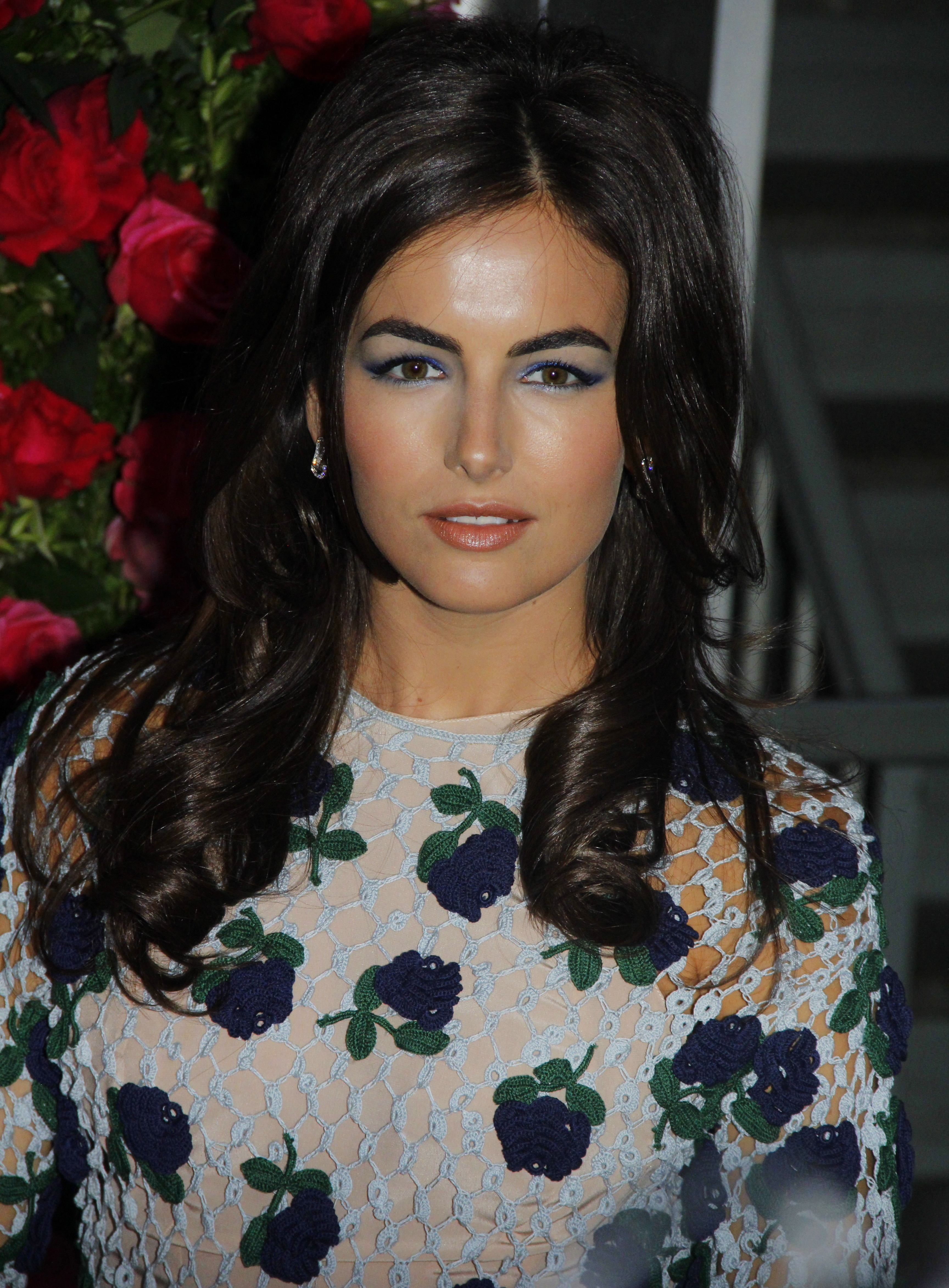
Belle em 2012

Além disso, Camilla participou dos filmes Father of Invention, contracenando com Heather Graham e Kevin Spacey, Lorelei, junto com Helena Bonham Carter, e será a protagonista do drama After the Wedding e do filme Mary Mother of Christ, ao lado de Al Pacino, Jonathan Rhys Meyers, Peter O'Toole, Natanael Ribeiro e Jessica Lange. Em 2011 Belle protagonizou o filme Open road, segundo longa-metragem dirigido pelo ator/diretor Márcio Garcia.

## Vida pessoal
Camilla Belle vive com seus pais. Em outubro de 2008, Belle começou um relacionamento com Joe Jonas depois de estrelar vídeo da música de sua banda para a canção "LoveBug". Segundo boatos da mídia e dos fãs, ela seria a inspiração por trás da música "Better Than Revenge", da cantora Taylor Swift, presente no álbum Speak Now (2010). No final de julho de 2009, Belle e Jonas terminaram o relacionamento.

## Filmografia

### Cinema
| Ano  | Titulo                           | Papel                     | Notas |
| ---- | -------------------------------- | ------------------------- | ----- |
| 1995 | A Little Princess                | Jane                      |       |
| 1996 | Poison Ivy II: Lily              | Daphna Falk               |       |
| 1997 | The Lost World: Jurassic Park    | Cathy Bowman              |       |
| 1998 | Practical Magic                  | Young Sally Owens         |       |
| 1998 | The Patriot                      | Holly McClaren            |       |
| 1999 | The Invisible Circus             | Phoebe O'Connor           |       |
| 1999 | Secret of the Andes              | Diana Willings            |       |
| 1999 | Back to the Secret Garden        | Elizabeth "Lizzy" Buscana |       |
| 2000 | Rip Girls                        | Sydney Miller             |       |
| 2005 | The Ballad of Jack and Rose      | Rose Slavin               |       |
| 2005 | The Chumscrubber                 | Crystal Falls             |       |
| 2005 | The Quiet                        | Dot                       |       |
| 2006 | When a Stranger Calls            | Jill Johnson              |       |
| 2007 | The Trap                         | Hermia                    |       |
| 2008 | 10,000 BC                        | Evolet                    |       |
| 2009 | Push                             | Kira Hollis               |       |
| 2009 | Adrift                           | Ângela                    |       |
| 2010 | Father of Invention              | Claire Axle               |       |
| 2010 | Dirty Dancing 3: Capoeira Nights | Baby                      |       |
| 2011 | From Prada to Nada               | Nora Dominguez            |       |
| 2011 | Breakaway                        | Melissa Winters           |       |
| 2012 | Lovelocked                       | Cyd                       |       |
| 2013 | Open Road                        | Angie                     |       |
| 2013 | Zero Hour                        | Paula                     |       |
| 2014 | Cavemen                          | Tess                      |       |
| 2014 | Amapola                          | Ama                       |       |
| 2014 | Bald                             | Linda                     |       |
| 2015 | Diablo                           | Alexsandra                |       |
| 2016 | The American Side                | Emily Chase               |       |
| 2016 | Sundown                          | Gaby                      |       |
| 2017 | The Mad Whale                    | Isabel Wallace            |       |

### Televisão
| Ano       | Titulo                                      | Papel              | Notas                                                                |
| --------- | ------------------------------------------- | ------------------ | -------------------------------------------------------------------- |
| 1993      | Empty Cradle                                | Sally              |                                                                      |
| 1993      | Trouble Shooters: Trapped Beneath the Earth | Jennifer Gates     |                                                                      |
| 1994      | Deconstructing Sarah                        | Young Elizabeth    |                                                                      |
| 1995      | Annie: A Royal Adventure!                   | Molly              |                                                                      |
| 1996      | Marshal Law                                 | Boot Coleman       |                                                                      |
| 1998      | Walker, Texas Ranger                        | Cindy Morgan       | Episódio: "Code of the West"                                         |
| 1999      | Replacing Dad                               | Mandy              |                                                                      |
| 2000      | The Wild Thornberrys                        | Calf (Dublagem)    | Episódio: "Where the Gauchos Roam"                                   |
| 2000      | Rip Girls                                   | Sydney Miller      | Filme de televisão                                                   |
| 2001      | Back to the Secret Garden                   | Lizzie Buscana     |                                                                      |
| 2018-2019 | Mickey and the Roadster Racers              | Almanda (Dublagem) | Episódio: "Daisy's Photo Finish!/Super-Charged: Daisy's Grande Goal" |
| 2019      | Dollface                                    | Melyssa            | Elenco principal                                                     |